# Młodów (przystanek kolejowy)
Młodów – przystanek osobowy w Młodowie, w województwie małopolskim, w Polsce.

## Ruch pasażerski
| Rok  | Wymiana pasażerska na dobę |
| ---- | -------------------------- |
| 2017 | 0-9                        |
| 2022 | 50-99                      |